# Saison 2018-2019 du Magic d'Orlando
La saison 2018-2019 du Magic d'Orlando est la 30e saison de la franchise en NBA.

## Draft
| Tour | Choix | Joueur            | Poste | Nationalité | Provenance           |
| ---- | ----- | ----------------- | ----- | ----------- | -------------------- |
| 1    | 6     | Mohamed Bamba     | C     | États-Unis  | Longhorns du Texas   |
| 2    | 35    | Melvin Frazier    | F     | États-Unis  | Green Wave de Tulane |
| 2    | 41    | Jarred Vanderbilt | F     | États-Unis  | Wildcats du Kentucky |

## Matchs

### Summer League
| Summer League Total: 2-3 |

| Match | Date match | Équipe        | Score   | Meilleur marqueur   | Meilleur rebondeur   | Meilleur passeur   | Lieux Spectateurs    | Série |
| ----- | ---------- | ------------- | ------- | ------------------- | -------------------- | ------------------ | -------------------- | ----- |
| 1     | 6 juillet  | Brooklyn      | V 90-77 | Isaac, Caupain (20) | 3 joueurs (7)        | Isaiah Briscoe (4) | Cox Pavilion         | 1 - 0 |
| 2     | 8 juillet  | Memphis       | V 86-56 | Isaac, Caupain (12) | Troy Caupain (7)     | Troy Caupain (5)   | Thomas & Mack Center | 2 - 0 |
| 3     | 9 juillet  | Phoenix       | D 53-71 | Jonathan Isaac (10) | Wesley Iwundu (8)    | 3 joueurs (2)      | Thomas & Mack Center | 2 - 1 |
| 4     | 12 juillet | Utah          | D 70-75 | Troy Caupain (14)   | Iwundu, Comanche (9) | Troy Caupain (5)   | Cox Pavilion         | 2 - 2 |
| 5     | 13 juillet | Oklahoma City | D 85-87 | Rodney Purvis (20)  | 3 joueurs (5)        | Jay Wright (5)     | Thomas & Mack Center | 2 - 3 |

### Pré-saison
| Pré-saison Total: 2-3 (Domicile : 2-1 ; Extérieur : 0-2) |

| Match | Date match  | Équipe         | Score     | Meilleur marqueur   | Meilleur rebondeur  | Meilleur passeur   | Lieux Spectateurs       | Série |
| ----- | ----------- | -------------- | --------- | ------------------- | ------------------- | ------------------ | ----------------------- | ----- |
| 1     | 1er octobre | @ Philadelphie | D 114-120 | Nikola Vučević (20) | Aaron Gordon (7)    | D. J. Augustin (6) | Wells Fargo Center      | 0 - 1 |
| 2     | 5 octobre   | Flamengo       | V 119-82  | Aaron Gordon (17)   | Mohamed Bamba (9)   | Jerian Grant (7)   | Amway Center            | 1 - 1 |
| 3     | 8 octobre   | @ Miami        | D 89-90   | Nikola Vučević (22) | Nikola Vučević (14) | D. J. Augustin (5) | American Airlines Arena | 1 - 2 |
| 4     | 10 octobre  | Memphis        | V 102-86  | Gordon & Isaac (15) | Nikola Vučević (16) | D. J. Augustin (6) | Amway Center            | 2 - 2 |
| 5     | 12 octobre  | San Antonio    | D 81-100  | Evan Fournier (23)  | Nikola Vučević (12) | D. J. Augustin (6) | Amway Center            | 2 - 3 |

### Saison régulière
| Saison régulière Total: 42-40 (Domicile : 25-16 ; Extérieur : 17-24) |

| Match | Date match | Équipe         | Score     | Meilleur marqueur   | Meilleur rebondeur  | Meilleur passeur        | Lieux              | Série |
| ----- | ---------- | -------------- | --------- | ------------------- | ------------------- | ----------------------- | ------------------ | ----- |
| 1     | 17 octobre | Miami          | V 104-101 | Aaron Gordon (26)   | Aaron Gordon (16)   | Evan Fournier (5)       | Amway Center       | 1 - 0 |
| 2     | 19 octobre | Charlotte      | D 88-120  | Terrence Ross (14)  | Aaron Gordon (10)   | Nikola Vučević (4)      | Amway Center       | 1 - 1 |
| 3     | 20 octobre | @ Philadelphie | D 115-116 | Evan Fournier (31)  | Nikola Vučević (13) | Nikola Vučević (12)     | Wells Fargo Center | 1 - 2 |
| 4     | 22 octobre | @ Boston       | V 93-90   | Nikola Vučević (24) | Isaac, Vučević (12) | Augustin, Fournier (10) | TD Garden          | 2 - 2 |
| 5     | 25 octobre | Portland       | D 114-128 | Nikola Vučević (24) | Nikola Vučević (11) | Evan Fournier (6)       | Amway Center       | 2 - 3 |
| 6     | 27 octobre | @ Milwaukee    | D 91-113  | Nikola Vučević (16) | Nikola Vučević (9)  | Augustin, Ross (4)      | Fiserv Forum       | 2 - 4 |
| 7     | 30 octobre | Sacramento     | D 99-107  | Aaron Gordon (18)   | Nikola Vučević (15) | Jerian Grant (6)        | Amway Center       | 2 - 5 |

| Match | Date match  | Équipe         | Score     | Meilleur marqueur   | Meilleur rebondeur  | Meilleur passeur       | Lieux                      | Série   |
| ----- | ----------- | -------------- | --------- | ------------------- | ------------------- | ---------------------- | -------------------------- | ------- |
| 8     | 2 novembre  | LA Clippers    | D 95-120  | Nikola Vučević (22) | Nikola Vučević (11) | Fournier, Grant (4)    | Amway Center               | 2 - 6   |
| 9     | 4 novembre  | @ San Antonio  | V 117-110 | Aaron Gordon (26)   | Mohamed Bamba (11)  | Augustin, Fournier (7) | AT&T Center                | 3 - 6   |
| 10    | 5 novembre  | Cleveland      | V 102-100 | Aaron Gordon (23)   | Nikola Vučević (10) | Evan Fournier (5)      | Amway Center               | 4 - 6   |
| 11    | 7 novembre  | Détroit        | D 96-103  | Evan Fournier (27)  | Aaron Gordon (10)   | D. J. Augustin (7)     | Amway Center               | 4 - 7   |
| 12    | 9 novembre  | Washington     | V 117-108 | Nikola Vučević (21) | Nikola Vučević (14) | Evan Fournier (6)      | Amway Center               | 5 - 7   |
| 13    | 11 novembre | @ New York     | V 115-89  | Terrence Ross (22)  | Nikola Vučević (14) | Jerian Grant (8)       | Madison Square Garden      | 6 - 7   |
| 14    | 12 novembre | @ Washington   | D 109-117 | Terrence Ross (21)  | Nikola Vučević (11) | Evan Fournier (5)      | Capital One Arena          | 6 - 8   |
| 15    | 14 novembre | Philadelphie   | V 111-106 | Nikola Vučević (30) | Nikola Vučević (8)  | D. J. Augustin (9)     | Amway Center               | 7 - 8   |
| 16    | 17 novembre | L.A. Lakers    | V 130-117 | Nikola Vučević (36) | Nikola Vučević (13) | D. J. Augustin (7)     | Amway Center               | 8 - 8   |
| 17    | 18 novembre | New York       | V 131-117 | Aaron Gordon (31)   | Nikola Vučević (10) | Nikola Vučević (9)     | Amway Center               | 9 - 8   |
| 18    | 20 novembre | Toronto        | D 91-93   | Evan Fournier (27)  | Nikola Vučević (18) | Augustin, Grant (5)    | Amway Center               | 9 - 9   |
| 19    | 23 novembre | @ Denver       | D 87-112  | Terrence Ross (18)  | Aaron Gordon (9)    | Trois joueurs (5)      | Pepsi Center               | 9 - 10  |
| 20    | 24 novembre | @ L.A. Lakers  | V 108-104 | Nikola Vučević (31) | Nikola Vučević (15) | D. J. Augustin (9)     | Staples Center             | 10 - 10 |
| 21    | 26 novembre | @ Golden State | D 110-116 | Nikola Vučević (30) | Nikola Vučević (12) | D. J. Augustin (9)     | Oracle Arena               | 10 - 11 |
| 22    | 28 novembre | @ Portland     | D 112-115 | Nikola Vučević (20) | Nikola Vučević (20) | Grant, Vučević (7)     | Moda Center                | 10 - 12 |
| 23    | 30 novembre | @ Phoenix      | V 99-85   | Nikola Vučević (25) | Nikola Vučević (15) | D. J. Augustin (6)     | Talking Stick Resort Arena | 11 - 12 |

| Match | Date match  | Équipe      | Score          | Meilleur marqueur     | Meilleur rebondeur  | Meilleur passeur      | Lieux                    | Série   |
| ----- | ----------- | ----------- | -------------- | --------------------- | ------------------- | --------------------- | ------------------------ | ------- |
| 24    | 4 décembre  | @ Miami     | V 105-90       | Aaron Gordon (20)     | Aaron Gordon (13)   | Augustin, Gordon (5)  | American Airlines Arena  | 12 - 12 |
| 25    | 5 décembre  | Denver      | D 118-124 (OT) | Evan Fournier (26)    | Nikola Vučević (14) | Augustin, Gordon (5)  | Amway Center             | 12 - 13 |
| 26    | 7 décembre  | Indiana     | D 90-112       | Nikola Vučević (22)   | Aaron Gordon (14)   | Aaron Gordon (4)      | Amway Center             | 12 - 14 |
| 27    | 10 décembre | @ Dallas    | D 76-101       | Jonathon Simmons (18) | Nikola Vučević (16) | Nikola Vučević (4)    | American Airlines Center | 12 - 15 |
| 28    | 13 décembre | Chicago     | V 97-91        | Nikola Vučević (26)   | Nikola Vučević (10) | Aaron Gordon (7)      | Arena Ciudad de México   | 13 - 15 |
| 29    | 15 décembre | Utah        | V 96-89        | Evan Fournier (24)    | Nikola Vučević (19) | Augustin, Vučević (5) | Arena Ciudad de México   | 14 - 15 |
| 30    | 19 décembre | San Antonio | D 90-129       | D. J. Augustin (17)   | Aaron Gordon (9)    | Aaron Gordon (7)      | Amway Center             | 14 - 16 |
| 31    | 21 décembre | @ Chicago   | D 80-90        | Evan Fournier (24)    | Nikola Vučević (19) | Evan Fournier (6)     | United Center            | 14 - 17 |
| 32    | 23 décembre | Miami       | D 91-115       | Evan Fournier (17)    | Isaac, Vučević (7)  | Fournier, Gordon (4)  | Amway Center             | 14 - 18 |
| 33    | 26 décembre | Phoenix     | D 120-122 (OT) | D. J. Augustin (27)   | Nikola Vučević (13) | D. J. Augustin (6)    | Amway Center             | 14 - 19 |
| 34    | 28 décembre | Toronto     | V 116-87       | Nikola Vučević (30)   | Nikola Vučević (20) | Nikola Vučević (8)    | Amway Center             | 15 - 19 |
| 35    | 30 décembre | Détroit     | V 109-107      | D. J. Augustin (26)   | Nikola Vučević (11) | D. J. Augustin (8)    | Amway Center             | 16 - 19 |
| 36    | 31 décembre | @ Charlotte | D 100-125      | Aaron Gordon (14)     | Mo Bamba (12)       | Gordon, Grant (5)     | Spectrum Center          | 16 - 20 |

| Match | Date match | Équipe          | Score          | Meilleur marqueur      | Meilleur rebondeur  | Meilleur passeur      | Lieux                   | Série   |
| ----- | ---------- | --------------- | -------------- | ---------------------- | ------------------- | --------------------- | ----------------------- | ------- |
| 37    | 2 janvier  | @ Chicago       | V 112-84       | Nikola Vučević (22)    | Nikola Vučević (12) | Aaron Gordon (9)      | United Center           | 17 - 20 |
| 38    | 4 janvier  | @ Minnesota     | D 103-120      | Nikola Vučević (22)    | Nikola Vučević (7)  | Jonathon Simmons (7)  | Target Center           | 17 - 21 |
| 39    | 5 janvier  | @ L.A. Clippers | D 96-106       | Aaron Gordon (17)      | Nikola Vučević (24) | Nikola Vučević (8)    | Staples Center          | 17 - 22 |
| 40    | 7 janvier  | @ Sacramento    | D 95-111       | Terrence Ross (20)     | Nikola Vučević (13) | Isaiah Briscoe (4)    | Golden 1 Center         | 17 - 23 |
| 41    | 9 janvier  | @ Utah          | D 93-106       | D. J. Augustin (23)    | Aaron Gordon (10)   | D. J. Augustin (6)    | Vivint Smart Home Arena | 17 - 24 |
| 42    | 12 janvier | Boston          | V 105-103      | Aaron Gordon (28)      | Nikola Vučević (13) | Fournier, Vučević (5) | Amway Center            | 18 - 24 |
| 43    | 13 janvier | Houston         | V 116-109      | Gordon, Vučević (22)   | Nikola Vučević (9)  | Nikola Vučević (6)    | Amway Center            | 19 - 24 |
| 44    | 16 janvier | @ Détroit       | D 115-120 (OT) | Ross, Vučević (24)     | Nikola Vučević (13) | D. J. Augustin (7)    | Little Caesars Arena    | 19 - 25 |
| 45    | 18 janvier | Brooklyn        | D 115-117      | Aaron Gordon (23)      | Nikola Vučević (17) | Nikola Vučević (6)    | Amway Center            | 19 - 26 |
| 46    | 19 janvier | Milwaukee       | D 108-118      | Nikola Vučević (27)    | Bamba, Vučević (6)  | D. J. Augustin (7)    | Amway Center            | 19 - 27 |
| 47    | 21 janvier | @ Atlanta       | V 122-103      | Fournier, Vučević (29) | Nikola Vučević (14) | Fournier, Ross (7)    | State Farm Arena        | 20 - 27 |
| 48    | 23 janvier | @ Brooklyn      | D 110-114      | Nikola Vučević (21)    | Nikola Vučević (14) | D. J. Augustin (6)    | Barclays Center         | 20 - 28 |
| 49    | 25 janvier | Washington      | D 91-95        | Nikola Vučević (28)    | Aaron Gordon (11)   | Aaron Gordon (6)      | Amway Center            | 20 - 29 |
| 50    | 27 janvier | @ Houston       | D 98-103       | Aaron Gordon (23)      | Nikola Vučević (17) | Grant, Vučević (5)    | Toyota Center           | 20 - 30 |
| 51    | 29 janvier | Oklahoma City   | D 117-126      | Nikola Vučević (27)    | Nikola Vučević (11) | Aaron Gordon (7)      | Amway Center            | 20 - 31 |
| 52    | 31 janvier | Indiana         | V 107-100      | Terrence Ross (30)     | Jonathan Isaac (13) | Isaiah Briscoe (8)    | Amway Center            | 21 - 31 |

| Match                  | Date match | Équipe             | Score     | Meilleur marqueur    | Meilleur rebondeur   | Meilleur passeur    | Lieux                   | Série   |
| ---------------------- | ---------- | ------------------ | --------- | -------------------- | -------------------- | ------------------- | ----------------------- | ------- |
| 53                     | 2 février  | Brooklyn           | V 102-89  | Nikola Vučević (24)  | Isaac, Vučević (12)  | D. J. Augustin (8)  | Amway Center            | 22 - 31 |
| 54                     | 5 février  | @ Oklahoma City    | D 122-132 | Terrence Ross (26)   | Nikola Vučević (9)   | Aaron Gordon (10)   | Chesapeake Energy Arena | 22 - 32 |
| 55                     | 7 février  | Minnesota          | V 122-112 | Terrence Ross (32)   | Nikola Vučević (10)  | D. J. Augustin (6)  | Amway Center            | 23 - 32 |
| 56                     | 9 février  | @ Milwaukee        | V 103-83  | Jonathan Isaac (17)  | Nikola Vučević (17)  | Isaiah Briscoe (7)  | Fiserv Forum            | 24 - 32 |
| 57                     | 10 février | @ Atlanta          | V 124-108 | Nikola Vučević (19)  | Nikola Vučević (12)  | D. J. Augustin (10) | State Farm Arena        | 25 - 32 |
| 58                     | 12 février | @ Nouvelle-Orléans | V 118-88  | Nikola Vučević (25)  | Nikola Vučević (17)  | Isaiah Briscoe (8)  | Smoothie King Center    | 26 - 32 |
| 59                     | 14 février | Charlotte          | V 127-89  | Terrence Ross (21)   | Gordon, Vučević (11) | D. J. Augustin (7)  | Amway Center            | 27 - 32 |
| NBA All-Star Game 2019 |            |                    |           |                      |                      |                     |                         |         |
| 60                     | 22 février | Chicago            | D 109-110 | Evan Fournier (22)   | Nikola Vučević (13)  | Nikola Vučević (7)  | Amway Center            | 27 - 33 |
| 61                     | 23 février | @ Toronto          | V 113-98  | Terrence Ross (28)   | Nikola Vučević (12)  | D. J. Augustin (8)  | Scotiabank Arena        | 28 - 33 |
| 62                     | 26 février | @ New York         | D 103-108 | Gordon, Vučević (26) | Nikola Vučević (11)  | Evan Fournier (8)   | Madison Square Garden   | 28 - 34 |
| 63                     | 28 février | Golden State       | V 103-96  | Aaron Gordon (22)    | Aaron Gordon (15)    | Nikola Vučević (6)  | Amway Center            | 29 - 34 |

| Match | Date match | Équipe           | Score     | Meilleur marqueur   | Meilleur rebondeur  | Meilleur passeur     | Lieux                   | Série   |
| ----- | ---------- | ---------------- | --------- | ------------------- | ------------------- | -------------------- | ----------------------- | ------- |
| 64    | 2 mars     | @ Indiana        | V 117-112 | Nikola Vučević (27) | Trois joueurs (8)   | Evan Fournier (8)    | Bankers Life Fieldhouse | 30 - 34 |
| 65    | 3 mars     | @ Cleveland      | D 93-107  | Nikola Vučević (28) | Nikola Vučević (13) | Nikola Vučević (6)   | Quicken Loans Arena     | 30 - 35 |
| 66    | 5 mars     | @ Philadelphie   | D 106-114 | Evan Fournier (25)  | Nikola Vučević (12) | D. J. Augustin (5)   | Wells Fargo Center      | 30 - 36 |
| 67    | 8 mars     | Dallas           | V 111-106 | Terrence Ross (22)  | Nikola Vučević (13) | Nikola Vučević (6)   | Amway Center            | 31 - 36 |
| 68    | 10 mars    | @ Memphis        | D 97-105  | Nikola Vučević (26) | Nikola Vučević (10) | Gordon, Augustin (6) | FedExForum              | 31 - 37 |
| 69    | 13 mars    | @ Washington     | D 90-100  | Nikola Vučević (20) | Nikola Vučević (14) | D. J. Augustin (7)   | Capital One Arena       | 31 - 38 |
| 70    | 14 mars    | Cleveland        | V 120-91  | Aaron Gordon (21)   | Birch, Vučević (11) | D. J. Augustin (7)   | Amway Center            | 32 - 38 |
| 71    | 17 mars    | Atlanta          | V 101-91  | Nikola Vučević (27) | Nikola Vučević (20) | D. J. Augustin (9)   | Amway Center            | 33 - 38 |
| 72    | 20 mars    | Nouvelle-Orléans | V 119-96  | Evan Fournier (22)  | Nikola Vučević (17) | D. J. Augustin (7)   | Amway Center            | 34 - 38 |
| 73    | 22 mars    | Memphis          | V 123-119 | Terrence Ross (31)  | Evan Fournier (8)   | D. J. Augustin (8)   | Amway Center            | 35 - 38 |
| 74    | 25 mars    | Philadelphie     | V 119-98  | Nikola Vučević (28) | Nikola Vučević (11) | Evan Fournier (7)    | Amway Center            | 36 - 38 |
| 75    | 26 mars    | @ Miami          | V 104-99  | Nikola Vučević (24) | Nikola Vučević (16) | D. J. Augustin (7)   | American Airlines Arena | 37 - 38 |
| 76    | 28 mars    | @ Détroit        | D 98-115  | Aaron Gordon (20)   | Nikola Vučević (12) | Trois joueurs (4)    | Little Caesars Arena    | 37 - 39 |
| 77    | 30 mars    | @ Indiana        | V 121-116 | Aaron Gordon (23)   | Aaron Gordon (10)   | D. J. Augustin (10)  | Bankers Life Fieldhouse | 38 - 39 |

| Match | Date match | Équipe      | Score     | Meilleur marqueur   | Meilleur rebondeur   | Meilleur passeur            | Lieux            | Série   |
| ----- | ---------- | ----------- | --------- | ------------------- | -------------------- | --------------------------- | ---------------- | ------- |
| 78    | 1er avril  | @ Toronto   | D 109-121 | Evan Fournier (21)  | Nikola Vučević (13)  | Augustin, Williams (6)      | Scotiabank Arena | 38 - 40 |
| 79    | 3 avril    | New York    | V 114-100 | Nikola Vučević (29) | Nikola Vučević (13)  | D. J. Augustin (8)          | Amway Center     | 39 - 40 |
| 80    | 5 avril    | Atlanta     | V 149-113 | Trois joueurs (25)  | Gordon, Vučević (11) | Augustin, Gordon (7)        | Amway Center     | 40 - 40 |
| 81    | 7 avril    | @ Boston    | V 116-108 | Terrence Ross (26)  | Nikola Vučević (12)  | D. J. Augustin (13)         | TD Garden        | 41 - 40 |
| 82    | 10 avril   | @ Charlotte | V 122-114 | Terrence Ross (35)  | Aaron Gordon (7)     | Michael Carter-Williams (7) | Spectrum Center  | 42 - 40 |

| Saison régulière Total: 1-4 (Domicile : 0-2 ; Extérieur : 1-2) |

| Match | Date match | Équipe    | Score     | Meilleur marqueur   | Meilleur rebondeur          | Meilleur passeur            | Lieux            | Série |
| ----- | ---------- | --------- | --------- | ------------------- | --------------------------- | --------------------------- | ---------------- | ----- |
| 1     | 13 avril   | @ Toronto | V 104-101 | D. J. Augustin (25) | Aaron Gordon (10)           | D. J. Augustin (6)          | Scotiabank Arena | 1 - 0 |
| 2     | 16 avril   | @ Toronto | D 82-111  | Aaron Gordon (20)   | Michael Carter-Williams (9) | D. J. Augustin (4)          | Scotiabank Arena | 1 - 1 |
| 3     | 19 avril   | Toronto   | D 93-98   | Terrence Ross (24)  | Nikola Vučević (14)         | Aaron Gordon (7)            | Amway Center     | 1 - 2 |
| 4     | 21 avril   | Toronto   | D 85-107  | Aaron Gordon (25)   | Aaron Gordon (7)            | Aaron Gordon (5)            | Amway Center     | 1 - 3 |
| 5     | 23 avril   | @ Toronto | D 87-115  | D. J. Augustin (15) | Khem Birch (11)             | Michael Carter-Williams (5) | Scotiabank Arena | 1 - 4 |

### Confrontations en saison régulière
| Conférence Est      | Conférence Est                               | Conférence Est                               | Conférence Est                               | Conférence Est                               | Conférence Ouest                             | Conférence Ouest                             | Conférence Ouest                             |
| Division Atlantique | Division Atlantique                          | Division Atlantique                          | Division Atlantique                          | Division Atlantique                          | Division Nord-Ouest                          | Division Nord-Ouest                          | Division Nord-Ouest                          |
| Équipe              | Domicile                                     | Domicile                                     | Extérieur                                    | Extérieur                                    | Équipe                                       | Domicile                                     | Extérieur                                    |
| ------------------- | -------------------------------------------- | -------------------------------------------- | -------------------------------------------- | -------------------------------------------- | -------------------------------------------- | -------------------------------------------- | -------------------------------------------- |
| Boston              | 105-103                                      |                                              | 93-90                                        | 116-108                                      | Denver                                       | 118-124 (OT)                                 | 87-112                                       |
| Brooklyn            | 115-117                                      | 102-89                                       | 110-114                                      |                                              | Minnesota                                    | 122-112                                      | 103-120                                      |
| New York            | 131-117                                      | 114-100                                      | 115-89                                       | 103-108                                      | Oklahoma City                                | 117-126                                      | 122-132                                      |
| Philadelphie        | 111-106                                      | 119-98                                       | 115-116                                      | 106-114                                      | Portland                                     | 114-128                                      | 112-115                                      |
| Toronto             | 91-93                                        | 116-87                                       | 113-98                                       | 109-121                                      | Utah                                         | 96-89                                        | 93-106                                       |
|                     | 7–2                                          | 7–2                                          | 4–5                                          | 4–5                                          |                                              | 2–3                                          | 0–5                                          |
| Division            | 11–7                                         | 11–7                                         | 11–7                                         | 11–7                                         | Division                                     | 2–8                                          | 2–8                                          |
| Division Centrale   | Division Centrale                            | Division Centrale                            | Division Centrale                            | Division Centrale                            | Division Pacifique                           | Division Pacifique                           | Division Pacifique                           |
| Équipe              | Domicile                                     | Domicile                                     | Extérieur                                    | Extérieur                                    | Équipe                                       | Domicile                                     | Extérieur                                    |
| Chicago             | 97-91                                        | 109-110                                      | 80-90                                        | 112-84                                       | Golden State                                 | 103-96                                       | 110-116                                      |
| Cleveland           | 102-100                                      | 120-91                                       | 93-107                                       |                                              | L.A. Clippers                                | 95-120                                       | 96-106                                       |
| Detroit             | 96-103                                       | 109-107                                      | 115-120 (OT)                                 | 98-115                                       | L.A. Lakers                                  | 130-117                                      | 108-104                                      |
| Indiana             | 90-112                                       | 107-100                                      | 117-112                                      | 121-116                                      | Phoenix                                      | 120-122 (OT)                                 | 99-85                                        |
| Milwaukee           | 108-118                                      |                                              | 91-113                                       | 103-83                                       | Sacramento                                   | 99-107                                       | 95-111                                       |
|                     | 5–4                                          | 5–4                                          | 4–5                                          | 4–5                                          |                                              | 2–3                                          | 2–3                                          |
| Division            | 9–9                                          | 9–9                                          | 9–9                                          | 9–9                                          | Division                                     | 4–6                                          | 4–6                                          |
| Division Sud-Est    | Division Sud-Est                             | Division Sud-Est                             | Division Sud-Est                             | Division Sud-Est                             | Division Sud-Ouest                           | Division Sud-Ouest                           | Division Sud-Ouest                           |
| Équipe              | Domicile                                     | Domicile                                     | Extérieur                                    | Extérieur                                    | Équipe                                       | Domicile                                     | Extérieur                                    |
| Atlanta             | 101-91                                       | 149-113                                      | 122-103                                      | 124-108                                      | Dallas                                       | 111-106                                      | 76-101                                       |
| Charlotte           | 88-120                                       | 127-89                                       | 100-125                                      | 122-114                                      | Houston                                      | 116-109                                      | 98-103                                       |
| Miami               | 104-101                                      | 91-115                                       | 105-90                                       | 104-99                                       | Memphis                                      | 123-119                                      | 97-105                                       |
|                     |                                              |                                              |                                              |                                              | New Orleans                                  | 119-96                                       | 118-88                                       |
| Washington          | 117-108                                      | 91-95                                        | 109-117                                      | 90-100                                       | San Antonio                                  | 90-129                                       | 117-110                                      |
|                     | 5–3                                          | 5–3                                          | 5–3                                          | 5–3                                          |                                              | 4–1                                          | 2–3                                          |
| Division            | 10–6                                         | 10–6                                         | 10–6                                         | 10–6                                         | Division                                     | 6–4                                          | 6–4                                          |
| Conférence          | 30–22 (Domicile : 17–9 ; Extérieur : 13–13)  | 30–22 (Domicile : 17–9 ; Extérieur : 13–13)  | 30–22 (Domicile : 17–9 ; Extérieur : 13–13)  | 30–22 (Domicile : 17–9 ; Extérieur : 13–13)  | Conférence                                   | 12–18 (Domicile : 8–7 ; Extérieur : 4–11)    | 12–18 (Domicile : 8–7 ; Extérieur : 4–11)    |
| Total               | 42–40 (Domicile : 25–16 ; Extérieur : 17–24) | 42–40 (Domicile : 25–16 ; Extérieur : 17–24) | 42–40 (Domicile : 25–16 ; Extérieur : 17–24) | 42–40 (Domicile : 25–16 ; Extérieur : 17–24) | 42–40 (Domicile : 25–16 ; Extérieur : 17–24) | 42–40 (Domicile : 25–16 ; Extérieur : 17–24) | 42–40 (Domicile : 25–16 ; Extérieur : 17–24) |

## Classements de la saison régulière
| Conférence Est | Conférence Est         | Conférence Est | Conférence Est | Conférence Est | Conférence Est | Conférence Est | Conférence Est |
| No             | Franchise              | Vic.           | Déf.           | MJ             | V/D            | GB             |                |
| -------------- | ---------------------- | -------------- | -------------- | -------------- | -------------- | -------------- | -------------- |
| 1              | Bucks de Milwaukee     | 60             | 22             | 82             | .732           | –              |                |
| 2              | Raptors de Toronto     | 58             | 24             | 82             | .707           | 2              |                |
| 3              | 76ers de Philadelphie  | 51             | 31             | 82             | .622           | 9              |                |
| 4              | Celtics de Boston      | 49             | 33             | 82             | .598           | 11             |                |
| 5              | Pacers de l'Indiana    | 48             | 34             | 82             | .585           | 12             |                |
| 6              | Nets de Brooklyn       | 42             | 40             | 82             | .512           | 18             |                |
| 7              | Magic d'Orlando        | 42             | 40             | 82             | .512           | 18             |                |
| 8              | Pistons de Détroit     | 41             | 41             | 82             | .500           | 19             |                |
|                |                        |                |                |                |                |                |                |
| 9              | Hornets de Charlotte   | 39             | 43             | 82             | .476           | 21             |                |
| 10             | Heat de Miami          | 39             | 43             | 82             | .476           | 21             |                |
| 11             | Wizards de Washington  | 32             | 50             | 82             | .390           | 28             |                |
| 12             | Hawks d'Atlanta        | 29             | 53             | 82             | .354           | 31             |                |
| 13             | Bulls de Chicago       | 22             | 60             | 82             | .268           | 38             |                |
| 14             | Cavaliers de Cleveland | 19             | 63             | 82             | .232           | 41             |                |
| 15             | Knicks de New York     | 17             | 65             | 82             | .207           | 43             |                |

| Division Sud-Est         | V  | D  | MJ | V/D  | GB | Dom   | Ext   | Div  |
| ------------------------ | -- | -- | -- | ---- | -- | ----- | ----- | ---- |
| Magic d'Orlando (7)      | 42 | 40 | 82 | .512 | –  | 25–16 | 17–24 | 10–6 |
| Hornets de Charlotte (9) | 39 | 43 | 82 | .476 | 3  | 25–16 | 14–27 | 10–6 |
| Heat de Miami (10)       | 39 | 43 | 82 | .476 | 3  | 19–22 | 20–21 | 7–9  |
| Washington Wizards (11)  | 32 | 50 | 82 | .390 | 10 | 22–19 | 10–31 | 7–9  |
| Hawks d'Atlanta (12)     | 29 | 53 | 82 | .354 | 13 | 17–24 | 12–29 | 6–10 |

## Effectif

### Effectif actuel
| Magic d'Orlando Effectif actuel  |    |                        |                         |                    |
| Entraîneur : Steve Clifford      |    |                        |                         |                    |
| Meneur                           | 14 | Drapeau des États-Unis | D. J. Augustin          | Texas              |
| Pivot                            | 5  | Drapeau des États-Unis | Mohamed Bamba (R)       | Texas              |
| Ailier fort / Pivot              | 24 | Drapeau du Canada      | Khem Birch              | UNLV               |
| Meneur                           | 7  | Drapeau des États-Unis | Michael Carter-Williams | Syracuse           |
| Meneur                           | 3  | Drapeau des États-Unis | Troy Caupain (TW)       | Cincinnati         |
| Arrière / Ailier                 | 10 | Drapeau de la France   | Evan Fournier           | Poitiers Basket 86 |
| Arrière / Ailier                 | 35 | Drapeau des États-Unis | Melvin Frazier Jr. (R)  | Tulane             |
| Meneur / Arrière                 | 20 | Drapeau des États-Unis | Markelle Fultz          | Washington         |
| Ailier / Ailier fort             | 00 | Drapeau des États-Unis | Aaron Gordon            | Arizona            |
| Meneur / Arrière                 | 22 | Drapeau des États-Unis | Jerian Grant            | Notre Dame         |
| Ailier / Ailier fort             | 1  | Drapeau des États-Unis | Jonathan Isaac          | Florida State      |
| Ailier                           | 25 | Drapeau des États-Unis | Wesley Iwundu           | Kansas State       |
| Ailier fort                      | 11 | Drapeau des États-Unis | Amile Jefferson (TW)    | Duke               |
| Ailier fort                      | 2  | Drapeau des États-Unis | Jarell Martin           | LSU                |
| Pivot                            | 21 | Drapeau de la Russie   | Timofey Mozgov          | BC Khimki Moscou   |
| Arrière / Ailier                 | 31 | Drapeau des États-Unis | Terrence Ross           | Washington         |
| Pivot                            | 9  | Drapeau du Monténégro  | Nikola Vučević          | USC                |
| (TW) - Two-way contract, Blessé. |    |                        |                         |                    |

## Transactions

### Échanges
| 21 juin 2018 (Jour de la draft) | A Magic d'OrlandoDroits sur Justin Jackson (#43) Second tour de draft 2019 (de Washington ou Denver) | A Nuggets de DenverDroits sur Jarred Vanderbilt (#41)                                                                                         |
| 7 juillet 2018                  | A Magic d'OrlandoJerian Grant (De Chicago) Timofeï Mozgov (De Charlotte)                             | A Hornets de CharlotteBismack Biyombo (D'Orlando) Second tour de draft 2019 protégé (D'Orlando) Second tour de draft 2020 protégé (D'Orlando) |
| 7 juillet 2018                  | A Bulls de ChicagoJulyan Stone (De Charlotte)                                                        | |
| 20 juillet 2018                 | A Magic d'OrlandoDakari Johnson Compensation financière de 1 978 242 $                               | A Thunder d'Oklahoma CityRodney Purvis |
| 23 juillet 2018                 | A Magic d'OrlandoJarell Martin Compensation financière de 1 037 980 $                                | A Grizzlies de MemphisDakari Johnson Droits sur Tyler Harvey (2015 #51)                                                                       |
| 7 février 2019                  | A Magic d'OrlandoMarkelle Fultz                                                                      | A 76ers de PhiladelphieJonathon Simmons Second tour de draft 2019 Premier tour de draft 2020 protégé (D'Oklahoma City)                        |

### Joueurs qui re-signent
| Date       | Joueur       | Contrat                            |
| ---------- | ------------ | ---------------------------------- |
| 06/07/2018 | Aaron Gordon | Contrat de 80 000 000 $ sur 4 ans. |

### Options dans les contrats
| Date       | Joueur         | Option                                                                      |
| ---------- | -------------- | --------------------------------------------------------------------------- |
| 27/09/2018 | Jonathan Isaac | Orlando active son option d'équipe de 5 806 440 $ pour la saison 2019-2020. |

### Arrivés

#### Draft
| Date       | Joueur         | Contrat                                   | Provenance                |
| ---------- | -------------- | ----------------------------------------- | ------------------------- |
| 03/07/2018 | Mohamed Bamba  | Contrat rookie de 24 100 423 $ sur 4 ans. | Longhorns du Texas (NCAA) |
| 06/07/2018 | Melvin Frazier | Contrat de 4 130 713 $ sur 3 ans.         | Longhorns du Texas (NCAA) |

#### Agents libres
| Date       | Joueur         | Contrat                                                 | Provenance |
| ---------- | -------------- | ------------------------------------------------------- | ---------- |
| 06/07/2018 | Isaiah Briscoe | Contrat partiellement garanti de 3 919 177 $ sur 2 ans. | BC Kalev   |

#### Contrats de 10 jours
| Date       | Joueur                  | Contrat                                 | Provenance       |
| ---------- | ----------------------- | --------------------------------------- | ---------------- |
| 15/03/2019 | Michael Carter-Williams | Contrat de 99 290 $ sur 10 jours        | Bulls de Chicago |
| 25/03/2019 | Michael Carter-Williams | Second contrat de 99 290 $ sur 10 jours | Magic d'Orlando  |

#### Two-way contract
| Date       | Joueur          | Provenance                  |
| ---------- | --------------- | --------------------------- |
| 10/07/2018 | Troy Caupain    | Amici Pallacanestro Udinese |
| 07/08/2018 | Amile Jefferson | Timberwolves du Minnesota   |

#### Camps d'entraînement
| Date       | Joueur              | Contrat                           | Provenance                        |
| ---------- | ------------------- | --------------------------------- | --------------------------------- |
| 13/07/2018 | Braian Angola-Rodas | Contrat non garanti de 838 464 $. | Seminoles de Florida State (NCAA) |
| 05/09/2018 | B. J. Johnson       | Contrat non garanti de 838 464 $. | Explorers de La Salle (NCAA)      |
| 05/09/2018 | Gabe York           | Contrat non garanti de 838 464 $. | Medi Bayreuth                     |
| 27/09/2018 | Devin Davis         | Contrat non garanti de 838 464 $. | Cougars de Houston (NCAA)         |
| 10/10/2018 | John Petrucelli     | Contrat non garanti de 838 464 $. | Magic de Lakeland (NBA G-League)  |

### Départs

#### Agents libres
| Date       | Joueur            | Nouvelle équipe ¹   |
| ---------- | ----------------- | ------------------- |
| 01/07/2018 | Arron Afflalo     |                     |
| 02/07/2018 | Marreese Speights | Canton Long-Lions   |
| 06/07/2018 | Mario Hezonja     | Knicks de New York  |
| 24/09/2018 | Jamel Artis       | Kings de Sacramento |
| 08/10/2018 | Rashad Vaughn     | Mavericks de Dallas |

¹ Il s'agit de l’équipe pour laquelle le joueur a signé après son départ, il a pu entre-temps changer d'équipe ou encore de pays.

#### Joueurs coupés
| Date       | Joueur       | Nouvelle équipe ¹                |
| ---------- | ------------ | -------------------------------- |
| 25/06/2018 | Shelvin Mack | Grizzlies de Memphis             |
| 27/09/2018 | Gabe York    | Magic de Lakeland (NBA G-League) |

¹ Il s'agit de l’équipe pour laquelle le joueur a signé après son départ, il a pu entre-temps changer d'équipe ou encore de pays.

#### Non retenu après les camps d’entraînements
| Date       | Joueur              |
| ---------- | ------------------- |
| 10/10/2018 | B. J. Johnson       |
| 12/10/2018 | Devin Davis         |
| 12/10/2018 | John Petrucelli     |
| 13/10/2018 | Braian Angola-Rodas |

### Joueurs "agents libres" à la fin de la saison
| Joueur         | Fin de saison         |
| -------------- | --------------------- |
| Khem Birch     | Agent libre restreint |
| Jerian Grant   | Agent libre restreint |
| Jarell Martin  | Agent libre restreint |
| Terrence Ross  | Agent libre           |
| Nikola Vučević | Agent libre           |

### Options en fin de saison
| Joueur        | Fin de saison    |
| ------------- | ---------------- |
| Wesley Iwundu | Option d'équipe. |

## Récompenses
| Date                      | Joueur         | Récompense                                   |
| ------------------------- | -------------- | -------------------------------------------- |
| 12 novembre – 18 novembre | Nikola Vučević | Joueur de la semaine dans la conférence Est. |
| 17 février                | Nikola Vučević | ☆ All-Star 2019 ☆                            |